# Криштопівська сільська рада (Близнюківський район)
Криштопівська сільська́ ра́да — адміністративно-територіальна одиниця та орган місцевого самоврядування у Близнюківському районі Харківської області. Адміністративний центр — село Криштопівка.

## Загальні відомості
- Криштопівська сільська рада утворена в 1935 році.
- Територія ради: 86,4 км²
- Населення ради: 1 228 осіб (станом на 2001 рік)
- Територією ради протікає річка Тернівка.

## Населені пункти
Сільській раді були підпорядковані населені пункти:
- с. Криштопівка
- с. Андріївка
- с. Дмитрівка
- с. Миколаївка Друга
- с. Самійлівка

## Склад ради
Рада складалася з 16 депутатів та голови.
- Голова ради: Линник Олександр Олександрович
- Секретар ради: Онацька Людмила Валентинівна

### Керівний склад попередніх скликань
| Прізвище, ім'я, по батькові    | Основні відомості                                                              | Дата обрання | Дата звільнення |
| ------------------------------ | ------------------------------------------------------------------------------ | ------------ | --------------- |
| Сильченко Зоя Іванівна         | Сільський голова, 1955 року народження, Всеукраїнське об'єднання «Батьківщина» | 26.03.2006   | 15.02.2010      |
| Линник Олександр Олександрович | Сільський голова, 1969 року народження, освіта вища                            | 31.10.2010   |                 |

Примітка: таблиця складена за даними сайту Верховної Ради України

### Депутати
За результатами місцевих виборів 2010 року депутатами ради стали:

#### За суб'єктами висування
| Суб'єкт висування                                       | Кількість обраних депутатів | %    |
| ------------------------------------------------------- | --------------------------- | ---- |
| Партія регіонів                                         | 5                           | 31,3 |
| Комуністична партія України                             | 4                           | 25   |
| Політична партія Всеукраїнське об'єднання «Батьківщина» | 4                           | 25   |
| Самовисування                                           | 2                           | 12,5 |
| Політична партія «Сильна Україна»                       | 1                           | 6,3  |

#### За округами
| № округу                                                | Прізвище, ім'я, по батькові   | Дата визнання обраним | Освіта             | Партійна приналежність                        | Відомості про обраного депутата                                   |
| ------------------------------------------------------- | ----------------------------- | --------------------- | ------------------ | --------------------------------------------- | ----------------------------------------------------------------- |
| Комуністична партія України                             |                               |                       |                    |                                               |                                                                   |
| 1                                                       | Силаєва Олена Петрівна        | 01.11.2010            | вища               | член Комуністичної партії України             | ПСП "Тернівка ", головний бухгалтер                               |
| 3                                                       | Степанов Олег Якович          | 01.11.2010            | середня            | член Комуністичної партії України             | ПСП "Тернівка ", завідувач відділенням                            |
| 5                                                       | Дацько Наталія Іванівна       | 01.11.2010            | середня            | позапартійна                                  | ПСП "Тернівка ", секретар                                         |
| 7                                                       | Хижняк Ольга Леонідівна       | 01.11.2010            | вища               | позапартійна                                  | Криштопівська загальноосвітня школа I-III ст., вчитель            |
| Партія регіонів                                         |                               |                       |                    |                                               |                                                                   |
| 2                                                       | Осійська Наталія Іванівна     | 01.11.2010            | середня            | член Партії регіонів                          | ПСП "Тернівка ", завідувачМТФ                                     |
| 4                                                       | Онацька Людмила Валентинівна  | 01.11.2010            | середня            | член Партії регіонів                          | тимчасово не працює                                               |
| 8                                                       | Іванова Алла Олександрівна    | 01.11.2010            | вища               | член Партії регіонів                          | тимчасово не працює                                               |
| 9                                                       | Хижняк Лариса Валеріївна      | 01.11.2010            | середня            | член Партії регіонів                          | ПСП "Тернівка ", бухгалтер                                        |
| 10                                                      | Гнатко Інна Миколаївна        | 01.11.2010            | вища               | член Партії регіонів                          | ПСП "Тернівка ", комірник                                         |
| Політична партія Всеукраїнське об'єднання «Батьківщина» |                               |                       |                    |                                               |                                                                   |
| 6                                                       | Воронкова Тамара Анатоліївна  | 01.11.2010            | вища               | позапартійна                                  | Криштопівська дільнична лікарня ветеринарної медицини, епізотолог |
| 12                                                      | Кравченко Євгеній Миколайович | 01.11.2010            | середня            | позапартійний                                 | Миколаївська Друга загальноосвітня школа І-ІІ ст., кочегар        |
| 15                                                      | Ткачева Алла Миколаївна       | 01.11.2010            | вища               | член Всеукраїнського об'єднання «Батьківщина» | Миколаївська Друга загальноосвітня школа І-ІІ ст., вчитель        |
| 16                                                      | Васильєв Володимир Іванович   | 01.11.2010            | середня            | позапартійний                                 | Одноосібник                                                       |
| Політична партія «Сильна Україна»                       |                               |                       |                    |                                               |                                                                   |
| 11                                                      | Гнатко Ольга Вікторівна       | 01.11.2010            | вища               | позапартійна                                  | Криштопівська сільська рада, землевпорядник                       |
| Самовисування                                           |                               |                       |                    |                                               |                                                                   |
| 13                                                      | Лебединська Ольга Василівна   | 24.01.2011            | середня спеціальна | член Всеукраїнського об'єднання «Батьківщина» | тимчасово не працює                                               |
| 14                                                      | Савін Анатолій Михайлович     | 01.11.2010            | середня            | позапартійний                                 | Криштопівське відділення Укрпошта, листоноша                      |